# اس‌ام‌اس امدن
اس‌ام‌اس آمدن ممکن است به یکی از موارد زیر اشاره داشته باشد:
- اس‌ام‌اس امدن (۱۹۰۸)
- اس‌ام‌اس امدن (۱۹۱۶)